# Watai Masaki
Masaki Watai (sinh ngày 18 tháng 7 năm 1999) là một cầu thủ bóng đá người Nhật Bản.

## Sự nghiệp câu lạc bộ
Masaki Watai đã từng chơi cho Tokushima Vortis.